# برنس أوفوري
برنس أوفوري (بالفرنسية: Prince Ofori؛ بالإنجليزية: Prince Ofori) هو لاعب كرة قدم غاني وبنيني في مركز قلب الدفاع، ولد في 6 أكتوبر 1988 في أكرا في غانا. لعب مع نادي بيترزالكا ونادي جيلينا.

## وصلات خارجية
- برنس أوفوري على موقع قاعدة بيانات كرة القدم.إي يو (الإنجليزية)
- برنس أوفوري على موقع Soccerway.com (الإنجليزية)